# Ryan Murray (Eishockeyspieler)
Ryan James Murray (* 27. September 1993 in White City, Saskatchewan) ist ein kanadischer Eishockeyspieler, der zuletzt bis Juli 2023 bei den Edmonton Oilers aus der National Hockey League (NHL) unter Vertrag stand. Zuvor verbrachte der Abwehrspieler sieben Jahre in der Organisation der Columbus Blue Jackets, die ihn im NHL Entry Draft 2012 an zweiter Position ausgewählt hatten, sowie ein Jahr bei den New Jersey Devils und der Colorado Avalanche. In den Playoffs 2022 errang er mit der Avalanche den Stanley Cup. Darüber hinaus gewann Murray mit der kanadischen Nationalmannschaft bei der Weltmeisterschaft 2016 die Goldmedaille.

## Karriere
Ryan Murray wurde 2008 beim Bantam Draft der Western Hockey League (WHL) in der ersten Runde an neunter Position von den Everett Silvertips ausgewählt. Anschließend absolvierte der Spieler noch eine Spielzeit für die Moose Jaw Canucks in der Saskatchewan Midget Hockey League, einer regionalen Juniorenliga. Für die Silvertips debütierte der Verteidiger als 15-Jähriger in den Play-offs der WHL-Saison 2008/09. In der darauffolgenden Spielzeit spielte Murray gemeinsam mit Radko Gudas in einer Abwehrreihe. In den Play-offs dieser Saison kam Ryan Murray auf Grund von verletzungsbedingten Ausfällen seiner Mitspieler als 16-jähriger WHL-Rookie auf bis zu 35 Minuten Eiszeit pro Spiel. Die Everett Silvertips schieden in der ersten Play-off-Runde gegen die Kelowna Rockets aus; Murray erzielte in den sieben Partien ebenso viele Scorerpunkte und war damit teamintern drittbester Punktesammler.
In der WHL-Saison 2010/11 wurde Ryan Murray zum Assistenzkapitän der Silvertips ernannt. Der Abwehrspieler absolvierte in der regulären Saison 70 Spiele und bestritt mit 46 Scorerpunkten seine statistisch beste WHL-Saison. In der Spielzeit 2011/12 musste der zum Mannschaftskapitän ernannte Verteidiger auf Grund einer früh in der Saison erlittenen Knöchelverletzung für sieben Wochen vom Spielbetrieb aussetzen. Insgesamt kam Murray in dieser Saison auf 50 Einsätze für die Everett Silvertips, die im fünften Jahr in Folge in der ersten Play-off-Runde ausschieden.
Beim NHL Entry Draft 2012 wurde er in der ersten Runde an zweiter Position von den Columbus Blue Jackets ausgewählt, für die er seit der Saison 2013/14 regelmäßig zum Einsatz kommt. Im Juli 2019 unterzeichnete er einen neuen Zweijahresvertrag in Columbus, der ihm ein durchschnittliches Jahresgehalt von 4,6 Millionen US-Dollar einbringen soll. Nach sieben Jahren in Columbus wurde Murray im Oktober 2020 im Tausch für ein Fünftrunden-Wahlrecht im NHL Entry Draft 2021 zu den New Jersey Devils transferiert. Von dort wechselte er im August 2021 als Free Agent zur Colorado Avalanche. Das Team gewann in den Playoffs 2022 den Stanley Cup, wobei Murray jedoch einen Großteil der Hauptrunde verletzungsbedingt verpasste und in der post-season gar nicht zum Einsatz kam. Letztlich wurde er allerdings dennoch auf der Trophäe verewigt. Im September 2022 verließ er das Franchise, nachdem sein Vertrag nicht verlängert worden war, und schloss sich auf Basis eines Einjahresvertrags den Edmonton Oilers an. Dieser wurde im Sommer 2023 ebenfalls nicht verlängert.

### International
Ryan Murray vertrat sein Heimatland mit der kanadischen Nationalmannschaft erstmals bei einem internationalen Turnier bei der U18-Junioren-Weltmeisterschaft 2010, bei der die Kanadier ohne Medaillengewinn blieben. Erfolgreicher gestaltete sich das folgende Ivan Hlinka Memorial Tournament 2010, bei dem er die kanadische Auswahl als Mannschaftskapitän zur Goldmedaille führte. Außerhalb der Medaillenränge verblieb die Mannschaft wieder bei der U18-Junioren-Weltmeisterschaft im Jahr darauf. Bei diesem Turnier lief er allerdings erneut als Kapitän auf und war mit 10 Scorerpunkten in sieben absolvierten Partien hinter Ryan Murphy zweitbester Punktesammler Kanadas.
Bei der U20-Junioren-Weltmeisterschaft 2012 verlor die kanadische Auswahl die Halbfinalpartie gegen die russische Nationalmannschaft. Beim folgenden Spiel um den dritten Platz bezwangen sie die finnische Auswahl und gewannen folglich die Bronzemedaille. Noch im gleichen Jahr debütierte Murray auch im Herren-Bereich, als er mit dem Team Canada bei der Weltmeisterschaft 2012 den fünften Platz belegte.
Nach vier Jahren gehörte er bei der WM 2016 erneut zum kanadischen Aufgebot und wurde gewann dort die Goldmedaille.

## Erfolge und Auszeichnungen
- 2011 WHL West Second All-Star-Team
- 2012 Teilnahme am CHL Top Prospects Game
- 2012 WHL West Second All-Star-Team
- 2022 Stanley-Cup-Gewinn mit der Colorado Avalanche

### International
- 2010 Goldmedaille beim Ivan Hlinka Memorial Tournament
- 2012 Bronzemedaille bei der U20-Junioren-Weltmeisterschaft
- 2016 Goldmedaille bei der Weltmeisterschaft

## Karrierestatistik

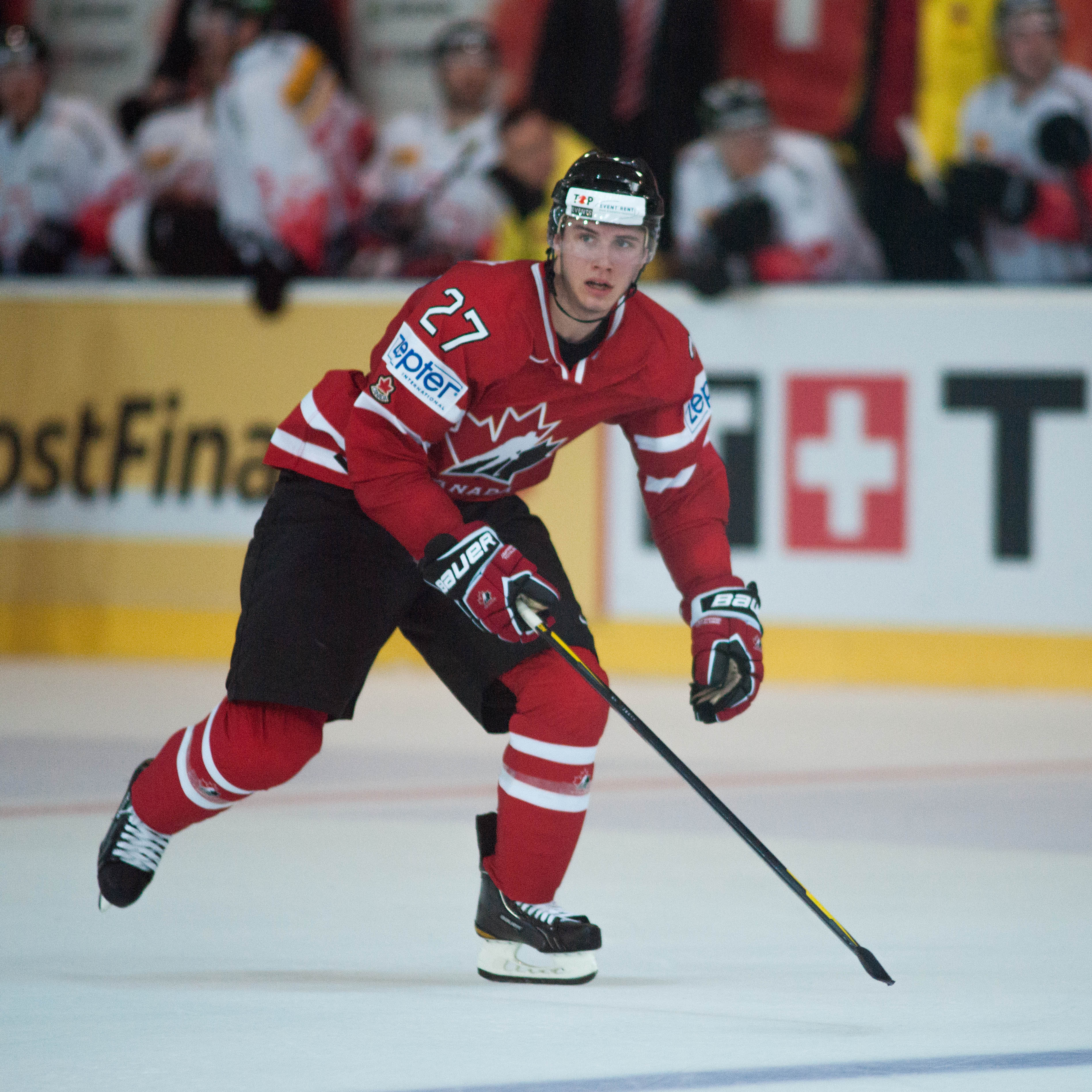
Murray im Trikot der Nationalmannschaft (2012)

Stand: Ende der Saison 2022/23

### International
| Vertrat Kanada bei: - World U-17 Hockey Challenge 2010 - U18-Junioren-Weltmeisterschaft 2010 - Ivan Hlinka Memorial Tournament 2010 - U18-Junioren-Weltmeisterschaft 2011 | - U20-Junioren-Weltmeisterschaft 2012 - Weltmeisterschaft 2012 - Weltmeisterschaft 2016 - Weltmeisterschaft 2018 | Vertrat Team Nordamerika bei: - World Cup of Hockey 2016 |

(Legende zur Spielerstatistik: Sp oder GP = absolvierte Spiele; T oder G = erzielte Tore; V oder A = erzielte Assists; Pkt oder Pts = erzielte Scorerpunkte; SM oder PIM = erhaltene Strafminuten; +/− = Plus/Minus-Bilanz; PP = erzielte Überzahltore; SH = erzielte Unterzahltore; GW = erzielte Siegtore; 1 Play-downs/Relegation; Kursiv: Statistik nicht vollständig)

## Spielstil
Ryan Murray ist ein Zwei-Wege-Verteidiger, der sowohl in der Defensive als auch in der Offensive spielerische Qualitäten aufweist. Seine Spielweise wird mit der von Scott Niedermayer verglichen. Der Abwehrspieler gilt als guter Skater und intelligenter Spieler. Murray selbst bezeichnet seine spielmacherischen Fähigkeiten als seine größte Stärke.